# کنتاکی دربی (فیلم ۱۹۲۲)
کنتاکی دربی (انگلیسی: The Kentucky Derby) فیلمی در ژانر ماجرایی است که در سال ۱۹۲۲ منتشر شد. از بازیگران آن می‌توان به گرترود آستور، لایونل بلمور، برت تریسی، والتر مک‌گریل و ویلفرد لوکاس اشاره کرد.